# フレッド・ベイカー
フレッド・ベイカー（Fred Thelonious Baker、1960年6月4日 - ）は、イギリスのギタリストであり、ダービーシャー州ティブシェルフ出身のジャズ・ベーシスト。フィル・ミラーが率いるカンタベリー・ロックのバンド、イン・カフーツで演奏したことで知られている。
ベイカーは、10代半ばまでギターを弾いていたが、その時点でベースにも興味を持ち始めた。1980年代初頭に、ジョン・エサリッジ／リック・サンダース・グループで演奏することになった。1984年にセルフ・タイトルのアルバムをレコーディングした自身のグループ、フレッド・セロニアス・ベイカー・グループ (Fred Thelonious Baker Group)を組んでいる。ベイカーはハリー・ベケットと何枚かのアルバムをレコーディングし、ヨーロッパでコンサート・ツアーを一緒に行った。ベーカーはベケットのバンドと、イギリスでのチャールズ・ミンガスのトリビュート・ツアーに参加した。ベイカーが組んできた他のアーティストには、ホレス・パーラン、ヴィッキー・クレイトン、エルトン・ディーン等がいる。
ベイカーは1988年4月、ベーシストのヒュー・ホッパーに代わってイン・カフーツに加わった
。バンドと一緒に6枚のアルバムをレコーディングし、ツアーを行い、バンドの主要メンバーとして活躍した。彼はバーミンガム音楽院とハダースフィールド大学で教師としても働いている。

## ディスコグラフィ

### ソロ・アルバム
- Fred Thelonious Baker Group (1988年) ※1984年録音
- Missing Link (1994年)[5]
- Basically Speaking (1999年)
- Life Suite (2014年)

### ハリー・ベケット
- Bremen Concert (1987年)
- Live, Vol. 2 (1987年)
- All Four One (1991年)
- Les Jardins Du Casino (1993年)

### フィル・ミラー／イン・カフーツ
- 『スプリット・セカンズ』 - Split Seconds (1988年)
- 『ライヴ 1986-1989』 - Live 1986-1989 (1991年)
- 『ディッギング・イン』 - Digging In (1991年)
- 『ダブル・アップ』 - Double Up (1992年) ※フィル・ミラー&フレッド・ベイカー名義[6]
- 『ライヴ・イン・ジャパン』 - Live in Japan (1993年)
- 『リーセント・ディスカバリーズ』 - Recent Discoveries (1994年)
- 『パラレル』 - Parallel (1996年)
- 『アウト・オブ・ザ・ブルー』 - Out of the Blue (2001年)
- 『オール・ザット』 - All That (2003年)
- 『陰謀の理論』 - Conspiracy Theories (2006年)
- 『マインド・オーヴァー・マター』 - Mind Over Matter (2011年)

### その他の参加アルバム
- Various Artists : A Moon of Roses (1993年)
- Ric Sanders, Fred T. Baker & Vikki Clayton : Carried Away... (1995年)
- ピップ・パイル : 『セヴン・イヤー・イッチ』 - 7 Year Itch (1998年)
- ピップ・パイルズ・バッシュ : Belle Illusion (2004年)
- Pete Saberton : Rich Core (2004年)
- Joe Sachse, John Marshall & Fred T. Baker : One Take (2010年)